# John el Skrull
John el Skrull es un personaje ficticio, un superhéroe que aparece en los cómics estadounidenses publicados por Marvel Comics. Aparece por primera vez en Wisdom # 1 (noviembre de 2006), y fue creado por Paul Cornell y Trevor Hairsine. Como Skrull, normalmente toma la forma de John Lennon.

## Biografía ficticia
El nombre de nacimiento y los antecedentes de John el Skrull no han sido revelados. En 1963, cuatro agentes Skrull fueron enviados a la Tierra, con la orden de disfrazarse de los Beatles y facilitar una invasión Skrull de la Tierra. Los cuatro "Skrull Beatles" decidieron que preferían permanecer en la Tierra, donde había "dinero y poder", en lugar de ayudar a los Skrulls a conquistarla. John, en particular, entabló una relación con una Kree, la Capitana Boko del Ejército de Liberación Kree.
Unas décadas más tarde, John pasa a ser empleado de la agencia de servicios secretos británica MI-13, investigando sucesos paranormales en las islas británicas. En esta capacidad, conoce a Pete Wisdom y ayuda a frustrar, entre otras cosas, una invasión marciana de Gran Bretaña desde un universo alternativo.
En el momento de la Invasión Secreta, mientras el Imperio Skrull monta una nueva invasión de la Tierra impulsada por profecías religiosas, John, considerado un traidor por el alto mando Skrull, se encuentra a sí mismo como un objetivo. Un agente Skrull que se hace pasar por el Sr. Grimsdale, el presidente del Comité Conjunto de Inteligencia, intenta que los Skrull Beatles sean asesinados como potencialmente desleales a los británicos; solo John sobrevive a esta purga, y el Skrull Grimsdale es desenmascarado y asesinado por Wisdom. John se une a Wisdom, Capitán Britania y Spitfire, todos ahora reclutados por MI:13 para luchar contra el ataque Skrull en el Sitio Peligroso.
John y los demás son capturados por los invasores Skrulls en Avalon, un lugar interdimensional fundamental para la magia británica. Esto es después de múltiples batallas contra muchas fuerzas Skrull. Mientras insulta airadamente a los captores, John es ejecutado por un Skrull como ejemplo. En última instancia, todos los Skrulls con base en Gran Bretaña mueren a través de un trato que Wisdom hace con fuerzas demoníacas anteriormente encarceladas.

## Poderes y habilidades
La fisiología Skrull de John le permite cambiar de forma a prácticamente cualquier forma que elija. Normalmente prefiere la forma de John Lennon, pero se ha demostrado que, por ejemplo, le crecen alas y tentáculos para participar mejor en la batalla.